# モーガンタウン (ウェストバージニア州)

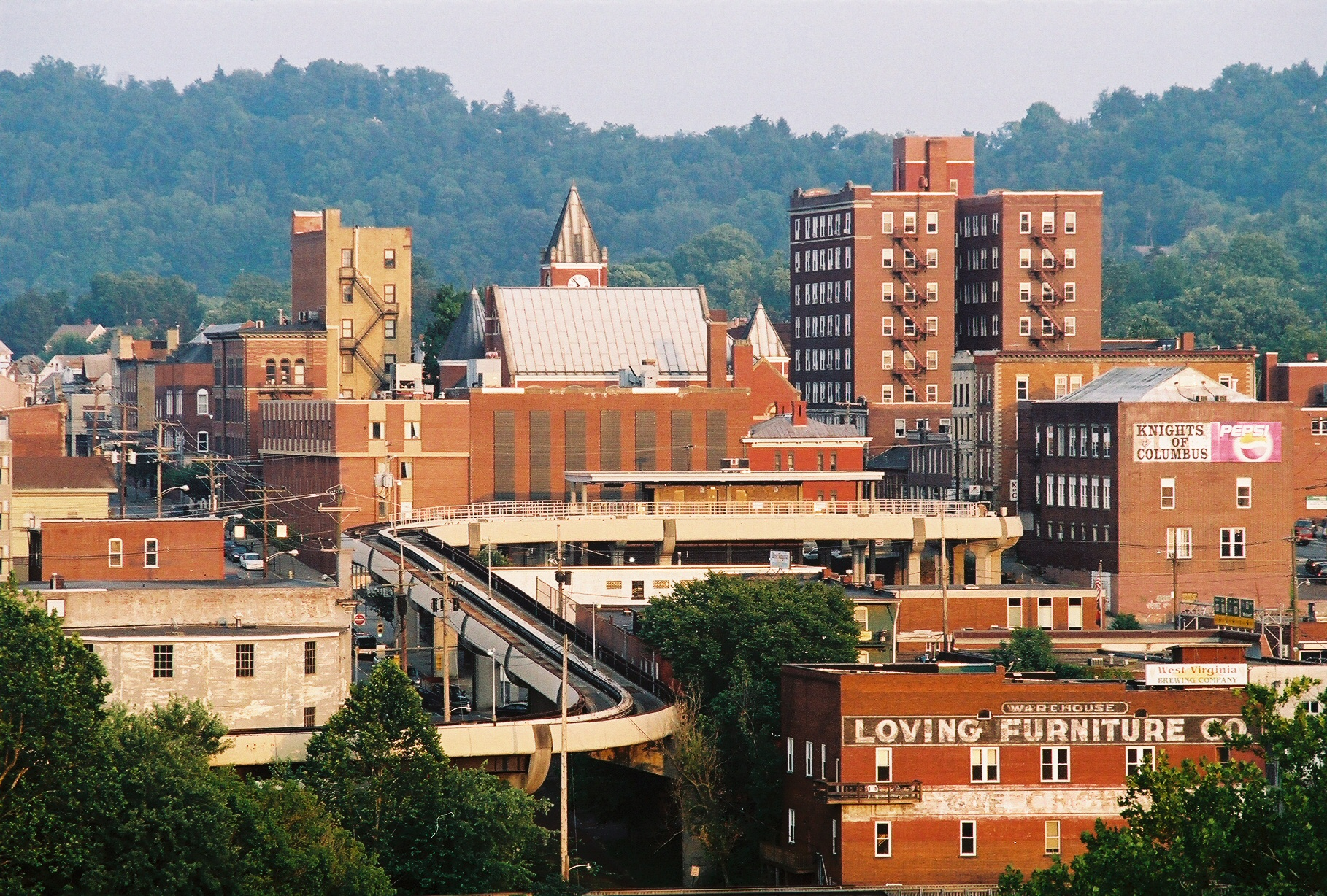
モーガンタウンのダウンタウン

モーガンタウン（Morgantown）は、アメリカ合衆国ウェストバージニア州北部の都市。モノンガリア郡の郡庁所在地である。人口は3万0347人（2020年）。州都チャールストンの北東210キロメートルに位置している。

## 地理

モノンガリア郡内の位置

モーガンタウンはペンシルベニア州境に近く、90キロメートル北にはピッツバーグがある。ダウンタウンはモノンガヒラ川の東岸に広がっている。座標は北緯39度38分1秒 西経79度57分2秒 / 北緯39.63361度 西経79.95056度である。
標高は293m、市域面積は26.2km²（うち陸地は25.4km²）である。

## 歴史
モーガンタウンの歴史はフレンチ・インディアン戦争と独立戦争の両方で戦ったザックキル・モーガン大佐が、1772年にこの地に現在のフェイエット・ストリートとユニバーシティ・アベニューにあたる通りを敷設したことに始まった。独立戦争終結後の1783年、モーガンはウィリアム・ハモンド少佐に命じてこの地を測量させ、通りを敷いて区画に分けさせた。モーガンはそのうち、デッカーズ・クリークの合流点に近い約1.6km²の土地の所有権を獲得した。1785年10月、バージニア州議会は約202,000m²の土地をモーガンの町として承認した。1838年2月3日、バージニア州議会はモーガンタウンを正式な市として承認した。この当時のモーガンタウンの人口は700人であった。1863年にバージニア州から分離独立する形でウェストバージニア州が成立すると、モーガンタウンはウェストバージニア州の市となった。

## 教育

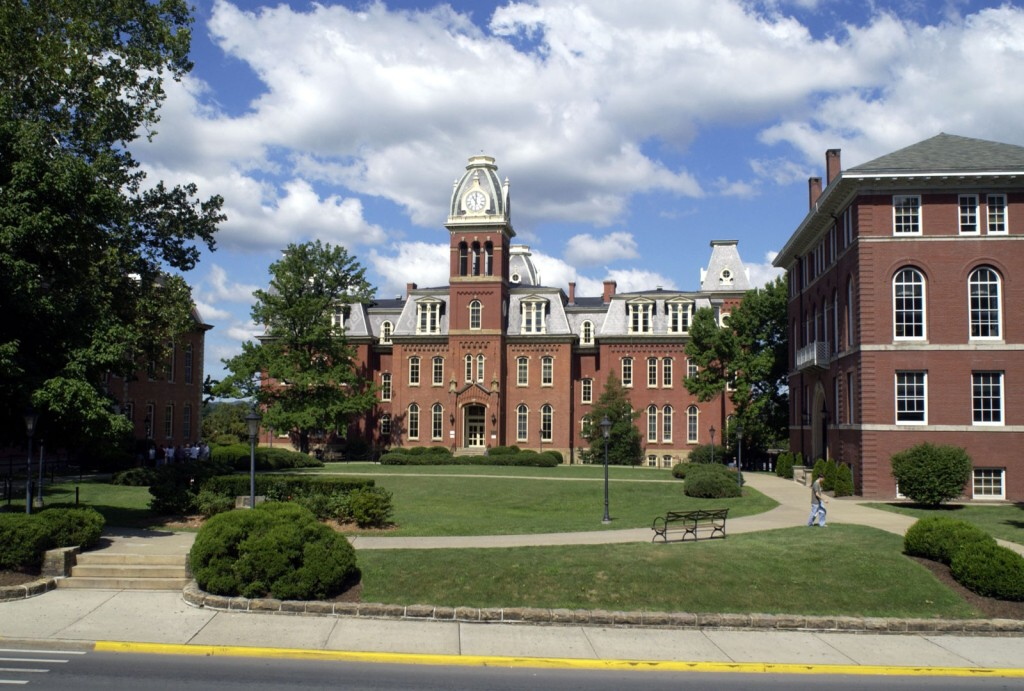
ウェストバージニア大学

モーガンタウンはウェストバージニア州を代表する州立総合大学、ウェストバージニア大学が本部キャンパスを置く大学町である。同学は1867年創立で、学部生約21,000人、大学院生約7,000人を抱える大規模大学である。同学はダウンタウンの北側にメインキャンパスを構えているほか、市北部にも広大なエバンズデール・キャンパスおよび保健学キャンパスを有している。エバンズデール・キャンパスには工学部・農学部の校舎や学生寮が置かれている。保健学キャンパスには医学部・歯学部・保健学部の校舎、大学病院、およびマウンテニアー・フィールドが立地している。同学のスポーツチーム、マウンテニアーズはNCAAのディビジョンIに属するビッグ・イースト・カンファレンスに所属している。ダウンタウン、およびウェストバージニア大学の各キャンパスはモーガンタウンの新交通システム、モーガンタウン・パーソナル・ラピッド・トランジット (PRT) で結ばれている。

## 交通

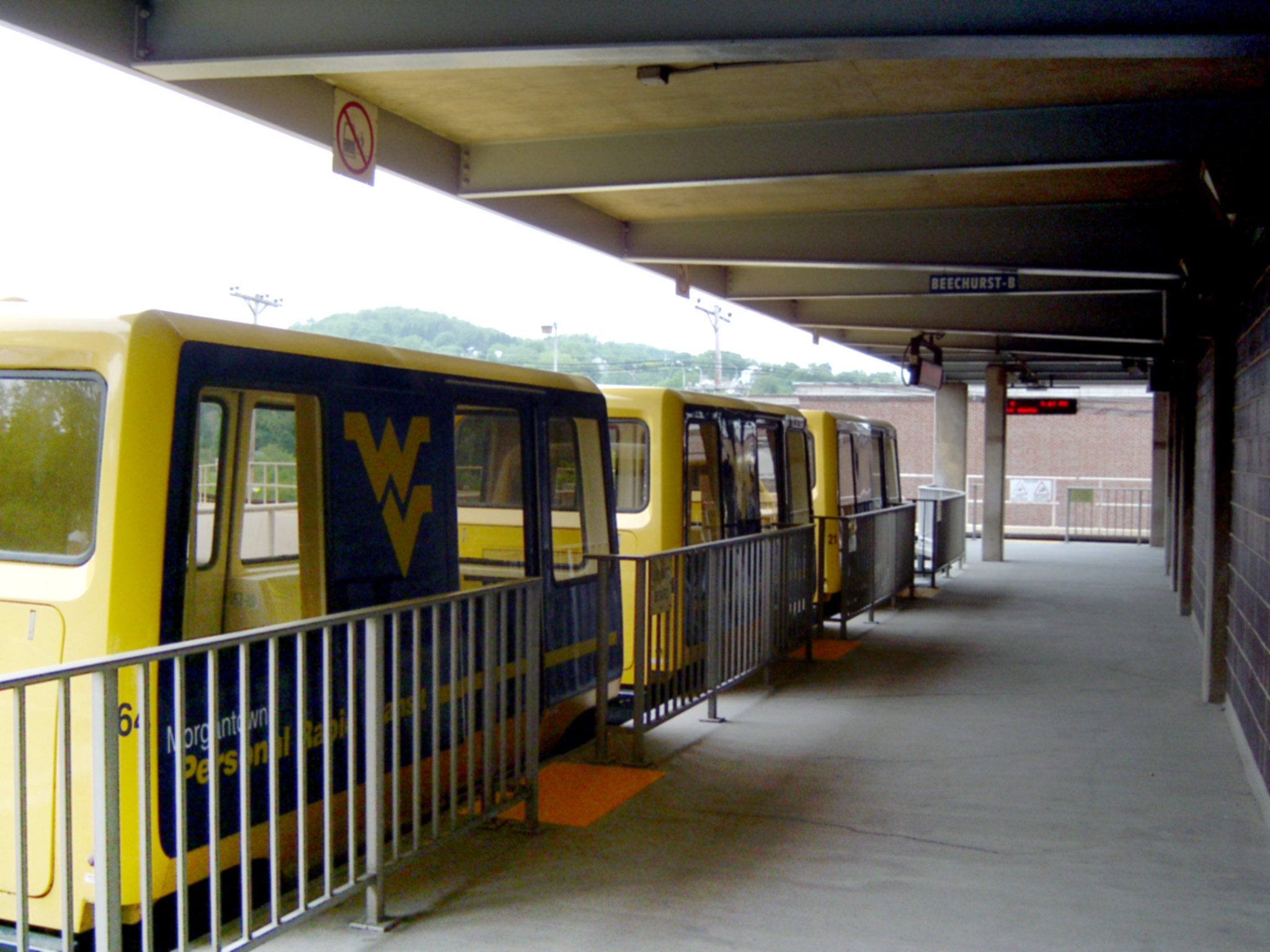
モーガンタウン・パーソナル・ラピッド・トランジット（PRT）

ダウンタウンの北東約5kmにはモーガンタウン市営空港が立地する。この空港はゼネラル・アビエーションと呼ばれる自家用機やチャーター機、ビジネスジェットの発着が主となっている空港であるが、定期旅客便も1便だけ、ワシントンD.C.のロナルド・レーガン・ワシントン・ナショナル空港からの便が発着する。モーガンタウン市から車で約1時間半には便数の多いピッツバーグ国際空港がある。
モーガンタウンの南では州間高速道路79号線と68号線が合流/分岐する。I-79は北へピッツバーグやエリー方面へ、また南西へはチャールストン方面へと通じている。モーガンタウンを西の起点/終点とするI-68は東へカンバーランド方面へと通ずる。
市内の公共交通は1975年に営業運転を開始した全長13.2kmのPRTのほか、マウンテンライン交通局（Moutain Line Transit Authority）の運営する21系統の路線バス網でカバーされている。また、同交通局はピッツバーグ国際空港やクラークスバーグへもグレイラインと呼ばれる、I-79上を走る中距離高速バスの便を走らせている。

## 姉妹都市
モーガンタウンはメキシコのグアナフアト市と姉妹都市提携を結んでいる。

## 註
1. ↑  “Quickfacts.census.gov”. 2023年12月4日閲覧。
2. ↑  Campus Map. West Virginia University.
3. ↑  Master Route Map. Moutain Line Transit Authority.（PDFファイル）